# Cauchas rufimitrella
Espèce
Cauchas rufimitrella est une espèce diurne de lépidoptères (papillons) de la famille des Adelidae.
L'envergure de l'imago est de 10 à 12 millimètres. Les ailes sont d'un rouge-pourpre métallique. Il vole de mai à juin.
C'est un papillon commun aux Pays-Bas. Ce lépidoptère d'une génération (univoltin) visite les plantes de Cardamine pratensis ou d’Alliaria petiolata. Les chenilles passent l'hiver dans leur cocon.
Synonyme parfois utilisé : Adelia rufimitrella (Scopoli, 1763)